# Ježni Vrh
Ježni Vrh – wieś w Słowenii, w gminie Šmartno pri Litiji. W 2018 roku liczyła 23 mieszkańców.